# Jean-Marie Morin
Jean-Marie Morin, né le 19 février 1929 à Rivière-Ouelle et mort le 9 mai 1995 à Québec, est un enseignant et homme politique québécois.
Il est député de Lévis à l'Assemblée nationale du Québec pour l'Union nationale de 1966 à 1970.